# Bremer Wöchentliche Nachrichten

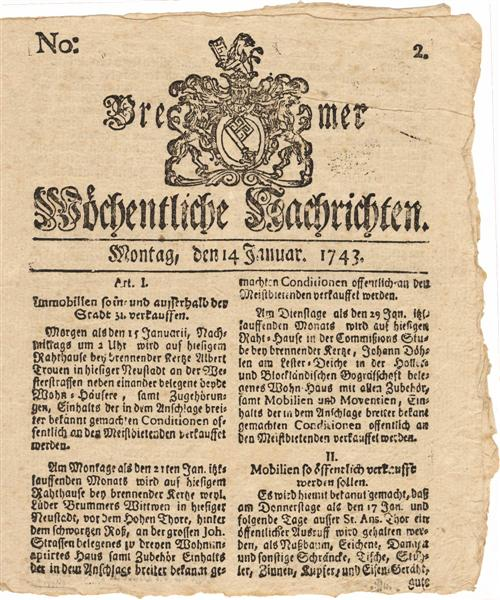
Bremer Wöchentliche Nachrichten von 1743

Die Zeitung Bremer Wöchentliche Nachrichten von 1743 bis 1853 war die zweitälteste Zeitung der Freien Hansestadt Bremen.

## Geschichte
Von 1741 bis 1743 erschienen die Wöchentlichen Frag- und Anzeigungsnachrichten, die älteste Zeitung von Bremen, als „Aktualitätenzeitung“, die auf Beschluss des Bremer Senats vom Postmeister Johann Schweling herausgegeben und von der Ratsbuchdruckerei Meier gedruckt wurde.
Die Bremer Wöchentliche Nachrichten als Nachfolgeblatt wurden am 7. Januar 1743 erstmals herausgegeben. Das Blatt veröffentlichte auch Anzeigen und Amtliche Bekanntmachungen und verstand sich als „Intelligenzblatt“. Es erschien bis 1796 einmal und dann zweimal wöchentlich, und nicht in der Bremer Franzosenzeit als Departement (1810–1814)
Herausgeber waren
- 1743 bis 1749: die Witwe († 1749) des Ratsbuchdruckers Hermann B. Brauer († 1740)
- 1749 bis 1782: Friedrich Meier
- 1782 bis 1802: Gerhard und Lucie Meier
- 1802 bis 1837: Henrich Meier
- 1837 bis 1853: Johann Abraham Schlichte

Die Ratsdruckerei Meier wurde 1837 aufgelöst und am 1. Januar 1838 übernahm Gustav Bernhard Schünemann (1815–1865), Sohn des Kaufmanns Carl Schünemann den Druck des Anzeigenblattes. Es erschien bis zum 31. Dezember 1853. 1854 wurde die Zeitung in Bremer Nachrichten umbenannt. Dem Verleger Schünemann gelang es 1860 (nach anderen Quellen 1870) die Verlagsrechte des Blattes ganz zu übernehmen.